# Eleições estaduais no Pará em 1974
As eleições estaduais no Pará em 1974 ocorreram conforme determinava a legislação vigente: a etapa indireta aconteceu em 3 de outubro e a ARENA elegeu o governador Aloysio Chaves e o vice-governador Clóvis Rego e em 15 de novembro houve eleições gerais em 22 estados brasileiros e nos territórios federais do Amapá, Rondônia e Roraima. Nesse dia, foi reeleito o senador Jarbas Passarinho e a ARENA obteve também a maioria das vagas dentre os 10 deputados federais e 30 estaduais eleitos, sendo que os paraenses residentes no Distrito Federal escolheram seus representantes para o Congresso Nacional graças à Lei n.º 6.091 de 15 de agosto de 1974.
A escolha do presidente Ernesto Geisel para governar o Pará recaiu sobre o advogado Aloysio Chaves. Natural de Viseu, formou-se na Universidade Federal do Pará em 1944 e possui também o curso de Contabilidade. Outrora juiz trabalhista, presidiu o Tribunal Regional do Trabalho da VIII Região e em 1942 chefiou a Casa Civil do governo Gama Malcher. Presidente do Conselho Estadual de Educação, seu derradeiro cargo público antes de filiar-se à ARENA foi a reitoria da Universidade Federal do Pará e assumiu o Palácio Lauro Sodré após as eleições de 1974.
O novo vice-governador do estado é o professor Clóvis Rego. Nascido em Belém, lecionou Português no Colégio Estadual Paes de Carvalho por vinte e três anos a partir de 1946, exercendo cumulativamente a direção do Instituto Lauro Sodré e do Arquivo Público. Presidente do Conselho Estadual de Cultura, trabalhou na Câmara Municipal de Belém e foi secretário municipal de Administração da capital paraense. No primeiro governo Alacid Nunes foi secretário de Governo e secretário interino de Educação. Conselheiro do Tribunal de Contas do Pará, foi vice-presidente da corte aposentando-se em 1974. Assumiu o poder quando Aloysio Chaves decidiu concorrer a senador em 1978.
Para o Senado Federal foi reeleito Jarbas Passarinho, militar e político nascido em Xapuri que assumiu o governo do Pará em 15 de junho de Regime militar de 1964 no vácuo da queda de Aurélio do Carmo e foi eleito senador em 1966 afastando-se para ocupar o Ministério do Trabalho no governo Costa e Silva sendo signatário do Ato Institucional Número Cinco em 13 de dezembro de 1968 e durante a passagem da Junta Militar de 1969 foi mantido no cargo até ser nomeado ministro da Educação no governo de Emílio Garrastazu Médici.

## Resultado das eleições para governador
Em eleição realizada pelos vinte e quatro membros da Assembleia Legislativa do Pará os vencedores conseguiram dois terços dos votos sendo que o presidente da casa está computado entre as oito abstenções.
| Candidatos a governador do estado | Candidatos a vice-governador | Número | Coligação             | Votação | Percentual |
| --------------------------------- | ---------------------------- | ------ | --------------------- | ------- | ---------- |
| Aloysio Chaves ARENA              | Clóvis Rego ARENA            | -      | ARENA (sem coligação) | 16      | 66,67%     |
| Fontes:                           |                              |        |                       |         |            |

## Resultado das eleições para senador
Segundo o Tribunal Superior Eleitoral compareceram às urnas 550.960 eleitores dos quais 65.173 (11,83%) votaram em branco e 39.037 (7,09%) anularam o voto com os 446.750 votos nominais assim distribuídos:
| Candidatos a senador da República | Candidatos a suplente de senador | Número | Coligação             | Votação | Percentual |
| --------------------------------- | -------------------------------- | ------ | --------------------- | ------- | ---------- |
| Jarbas Passarinho ARENA           | Milton Trindade ARENA            | -      | ARENA (sem coligação) | 290.229 | 64,96%     |
| Álvaro Paz do Nascimento MDB      | Hermínio Calvinho MDB            | -      | MDB (sem coligação)   | 156.521 | 35,04%     |
| Fontes:                           |                                  |        |                       |         |            |

## Deputados federais eleitos
São relacionados os candidatos eleitos com informações complementares da Câmara dos Deputados.

Representação eleita
  ARENA: 7
  MDB: 3

| Deputados federais eleitos | Partido | Votação | Percentual | Cidade onde nasceu | Unidade federativa |
| Alacid Nunes               | ARENA   | 87.019  |            | Belém              | Pará               |
| Jader Barbalho             | MDB     | 60.668  |            | Belém              | Pará               |
| Júlio Viveiros             | MDB     | 38.585  |            | São Luís           | Maranhão           |
| Ubaldo Corrêa              | ARENA   | 27.065  |            | Santarém           | Pará               |
| Newton Barreira            | ARENA   | 26.527  |            | Belém              | Pará               |
| João Menezes               | MDB     | 24.720  |            | Belém              | Pará               |
| Gabriel Hermes             | ARENA   | 19.884  |            | Castanhal          | Pará               |
| Juvêncio Dias              | ARENA   | 15.724  |            | Belém              | Pará               |
| Edson Bona                 | ARENA   | 14.435  |            | Belém              | Pará               |
| Jorge Arbage               | ARENA   | 14.432  |            | Belém              | Pará               |
| Fontes:                    |         |         |            |                    |                    |

## Deputados estaduais eleitos
Segundo o Tribunal Superior Eleitoral a ARENA conquistou dois terços das trinta vagas em disputa.

Representação eleita
  ARENA: 20
  MDB: 10

| Deputados estaduais eleitos | Partido | Votação | Percentual | Cidade onde nasceu      | Unidade federativa |
| Gerson Peres                | ARENA   | 16.649  | 3,02%      | Cametá                  | Pará               |
| Osvaldo Melo                | ARENA   | 14.341  | 2,60%      | Belém                   | Pará               |
| Brabo de Carvalho           | ARENA   | 13.373  | 2,42%      | Muaná                   | Pará               |
| Zeno Veloso                 | ARENA   | 11.463  | 2,08%      | Belém                   | Pará               |
| Antônio Amaral              | ARENA   | 9.870   | 1,79%      | Belém                   | Pará               |
| Lucival Barbalho            | MDB     | 9.599   | 1,74%      | Belém                   | Pará               |
| Everaldo Martins            | ARENA   | 8.481   | 1,53%      | Trairão                 | Pará               |
| Haroldo da Silva            | ARENA   | 7.949   | 1,44%      | Cametá                  | Pará               |
| Flávio Franco               | ARENA   | 7.943   | 1,44%      | Belém                   | Pará               |
| Oseas da Silva              | ARENA   | 7.655   | 1,38%      | Capanema                | Pará               |
| Vitor Paz                   | ARENA   | 7.630   | 1,38%      | Santarém                | Pará               |
| Antônio Teixeira            | ARENA   | 7.478   | 1,35%      | Castanhal               | Pará               |
| Carlos Vinagre              | MDB     | 7.285   | 1,32%      | Belém                   | Pará               |
| Álvaro Freitas              | MDB     | 7.269   | 1,31%      | Castanhal               | Pará               |
| Fernando Bahia              | ARENA   | 7.062   | 1,28%      | Acará                   | Pará               |
| Nilson Sampaio              | ARENA   | 6.991   | 1,26%      | São Caetano de Odivelas | Pará               |
| Antônio Pereira             | ARENA   | 6.679   | 1,21%      | Teixeira                | Maranhão           |
| Plínio Pinheiro             | ARENA   | 6.582   | 1,19%      | Marabá                  | Pará               |
| João Mota                   | ARENA   | 6.525   | 1,18%      | Barcarena               | Pará               |
| João Augusto                | ARENA   | 6.514   | 1,18%      | Oriximiná               | Pará               |
| Vicente Queiroz             | MDB     | 6.403   | 1,16%      | Mocajuba                | Pará               |
| Raimundo Souza              | ARENA   | 6.311   | 1,14%      | Dom Pedro               | Maranhão           |
| Nazaré Souza                | ARENA   | 5.720   | 1,03%      | Altamira                | Pará               |
| Lauro Sabbá                 | ARENA   | 5.687   | 1,03%      | Oriximiná               | Pará               |
| Maximino Porpino            | MDB     | 5.063   | 0,91%      | Castanhal               | Pará               |
| Ronaldo Campos              | MDB     | 4.961   | 0,90%      | Santarém                | Pará               |
| José Chaves                 | MDB     | 4.399   | 0,79%      | Santa Izabel do Pará    | Pará               |
| José Ribeiro                | MDB     | 4.138   | 0,75%      | Capanema                | Pará               |
| Leandro Costa               | MDB     | 4.114   | 0,74%      | Itaituba                | Pará               |
| Vera Albuquerque            | MDB     | 3.772   | 0,68%      | Belém                   | Pará               |
| Fontes:                     |         |         |            |                         |                    |